# چیوتن (پنسیلوانیا)
چیوتن (به انگلیسی: Chewton) یک حوزه سرشماری در ایالات متحده آمریکا است که در پنسیلوانیا واقع شده‌است. چیوتن ۴۸۸ نفر جمعیت دارد.